# Гидрофосфорильные соединения
Гидрофосфорильные соединения (в западной литературе именуемые Н-фосфонатами) — класс фосфорорганических соединений, содержащие фосфорильную группу (P=O), связанную с атомом водорода. Представляют собой эфиры кислот трёхвалентного фосфора: гипофосфиты, фосфиты, фосфониты, фосфиниты.
Для гидрофосфорильных соединений характерно явление прототропной таутомерии, зависящее от природы заместителей, связанных с атомом фосфора, а также от растворителя.
При получении гидрофосфорильных соединений на первом этапе проводят фосфорилирование спиртовой компоненты органического соединения. В этом случае различают способы фософрилирования:
- амидный[1]
- ангидридный

При использовании амидного метода, спиртовой гидроксил фосфорилируют амидами кислот трёхвалентного фосфора (например, гексаметил- или гексаэтилтриамидами фосфористой кислоты, трисимидазолилфосфитом), в результате чего получают моноэфиродиамид. Последний затем осторожно подвергают гидролизу или ацидолизу. Можно также использовать тетраметил- или тетраэтилдиамидофосфиты. Это избавляет от необходимости проведения в дальнейшем гидролиза. Научные основы и механизм фосфорилирования амидами кислот трёхвалентного фосфора обосновал чл.-корр. РАН Нифантьев Э. Е. с сотрудниками.
Ангидридный метод заключается в предварительном фосфорилировании спиртового гидроксила ангидридами кислот трёхвалентного фосфора, в качестве которых в основном выступают дихлорангидриды. Затем производят мягкий гидролиз реакционной массы. Все процессы проводят в присутствии основания — акцептора выделяющегося в ходе реакции агрессивного побочного продукта хлороводорода. Существенным недостатком этого метода является возможность образование в ходе реакции побочных продуктов.
Имеется также способ синтеза гидрофосфорильных соединений методом переэтерификации, но в настоящее время этот метод используется редко и имеет, по всей вероятности, историческое значение.
Гидрофосфорильные соединения используются, главным образом, в качестве промежуточных продуктов при синтезе производных кислот пятивалентного фосфора. Так, окислением в условиях реакции Тодда-Атертона получают фосфаты. Кроме того, гидрофосфорильные соединения (в особенности гипофосфиты) — удобные субстраты для проведения синтеза новой фосфор-углеродной связи. В реакциях с альдегидами получают α-оксипроизводные кислот пятивалентного фосфора (Абрамова реакция), а при использовании смеси карбонильного соединения и вторичного амина — α-аминопроизводние кислот пятивалентного фосфора (реакция Кабачника-Филдса). Все эти реакции представляют интерес в качестве методов для получения биологически активных веществ.